# Excorallana bruscai
Excorallana bruscai is een pissebed uit de familie Corallanidae. De wetenschappelijke naam van de soort is voor het eerst geldig gepubliceerd in 1984 door Delaney.